# Tour Carpe Diem
Tour Carpe Diem – wieżowiec w Paryżu, we Francji, w dzielnicy La Défense.
Architektem tego projektu jest Robert A.M. Stern, który w konkurencji wyprzedza Jacques Ferrier i Norman Foster.
Nacisk kładziony jest na aspekty ekologiczne, estetyczne i praktyczne, które łączą ulicę, tworząc z niej tętniące życiem i komercyjne miejsce. Budynek, zlokalizowany w historycznym centrum dzielnicy biznesowej La Défense, za promenadą i na obrzeżach miasta, składa się z budynku o długości 166 metrów (wysokość od okrągłego bulwaru) do użytku biurowego o powierzchni użytkowej 47100 m², w tym 310 m² firma cateringowa Może pomieścić ponad 3000 osób.